# The Opener
The Opener ist ein Jazzalbum von Curtis Fuller. Die am 16. Juni 1957 im Rudy Van Gelder Studio, Hackensack, New Jersey entstandenen Aufnahmen erschienen 1957 als Langspielplatte, erstmals 1996 als Compact Disc in Japan auf Blue Note Records. Die CD wurde im Rahmen der Rudy Van Gelder Remaster-Serie von Blue Note 2008 erneut veröffentlicht.

## Hintergrund
Der in Detroit geborene Posaunist Curtis Fuller (1934–2021) tat sich im Sommer 1957 mit einer Reihe von Aufnahmesessions als Sideman und zwei Alben unter eigenem Namen hervor, New Trombone (erschienen auf Prestige Records) und The Opener bei Blue Note, die innerhalb weniger Wochen entstanden waren. Fuller war im April 1957 als Mitglied des Quintetts von Yusef Lateef in New York angekommen; als schließlich Lateef und seine Band nach ihren Aufnahmesessions nach Detroit zurückkehrten, blieb Fuller an der Ostküste zurück. Innerhalb eines Monats hatte bei vier Alben für Prestige mitgewirkt – als Sideman bei dem Saxophonisten Paul Quinichette (On the Sunny Side), als Co-Leader mit dem Pianisten Red Garland (Curtis Fuller with Red Garland), bei einem von Teddy Charles produzierten Waldhornprojekt (Curtis Fuller and Hampton Hawes with French Horns) und Fullers eigenem Prestigealbum New Trombone, mit Sonny Red Kyner, Hank Jones, Doug Watkins und Louis Hayes. Einen Monat später nahm er zwei Alben für Blue Note auf – am 2. Juni als Sideman mit dem Saxophonisten Clifford Jordan und am 16. Juni 1957 sein eigenes Album The Opener, mit Hank Mobley (Tenorsaxophon), Bobby Timmons (Piano), Paul Chambers (Bass) und Art Taylor am Schlagzeug. Nach weiteren Studioterminen für Blue Note Records als Sideman im Sonny Clark Sextet (Dial S For Sonny), und Bud Powell (Bud! The Amazing Bud Powell (Vol. 3)) folgten am 4. August 1957 die Aufnahmen für Fuller zweites Blue-Note-Album Bone & Bari, mit Tate Houston, Sonny Clark, Paul Chambers und Art Taylor.
Die beiden Plattenseiten der Original-LP The Opener folgten einer ähnlichen Sequenz, notierte Chris May, die jeweils, was ungewöhnlich war, mit einer Ballade begann (Jimmy McHughs und Harold Adamsons „A Lovely Way to Spend an Evening“ sowie mit Rube Blooms und Johnny Mercers „Here’s to My Lady“), gefolgt von einem bluesigen Komposition Fullers („Hugore“ und „Lizzy’s Bounce“), gefolgt von einem rasant vorgetragenen Standard (Oscar Pettifords „Oscarlypso“ und George Gershwins „Soon“).

## Titelliste
- Curtis Fuller: The Opener (Blue Note BLP 1567; TOCJ-1567 (The BN Works 1500 Series)[3])

1. A Lovely Way to Spend an Evening (Harold Adamson, Jimmy McHugh) 6:50
2. Hugore 6:41
3. Oscalypso (Oscar Pettiford) 5:38
4. Here’s to My Lady (Johnny Mercer, Rube Bloom) 6:41
5. Lizzy’s Bounce 5:22
6. Soon (George Gershwin, Ira Gershwin) 5:33

Sofern nicht anders angegeben, stammen alle Kompositionen von Curtis Fuller.

## Rezeption
Thomas Erlewine verlieh dem Album in Allmusic vier Sterne und schrieb, The Opener, das erste Album des Posaunisten Curtis Fuller für Blue Note, sei eine durch und durch beeindruckende Angelegenheit. Auch seine Mitmusiker würden überzeugen; insbesondere Mobleys robustes Spiel stehle die Show. Alles in allem etabliere The Opener, zusammen mit den drei vorangegangenen Sessions für Prestige und New Jazz Records, Fuller als einen der markantesten und originellsten Hardbop-Posaunisten der späten 1950er Jahre.

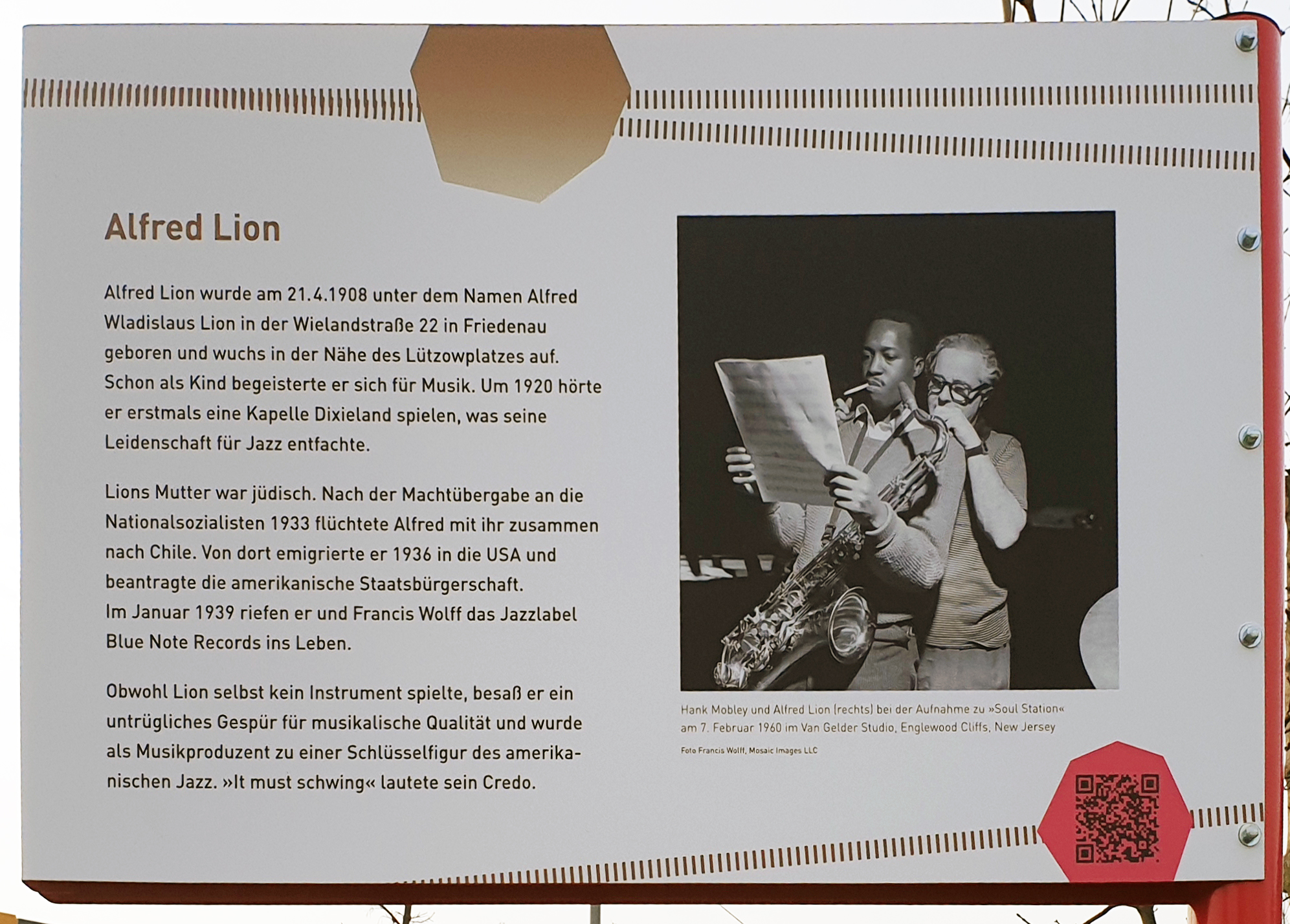
Hank Mobley und Alfred Lion auf einer Gedenktafel am Alfred-Lion-Steg Berlin

Nach Ansicht von Woodrow Wilkins, der das Album in All About Jazz mit vier Sternen auszeichnete, sei die Entscheidung des Produzenten Alfred Lion, jede Plattenseite der LP mit einer Ballade zu beginnen – aufgenommen ohne Hank Mobley – gewagt, aber er habe  gewusst, was er tat. Fullers warmes und lyrisches Spiel, das sich in Bobby Timmons’ Soli widerspiegelten, gäben den Ton für die anderen vier Tracks an. Diese seien alle zügig, aber locker und sorglos anstatt drängend vorgetragen und fußten immer auf einer melodischen Basis. Die dunkleren, bedrohlicheren Stimmungen des Hardbop wären hier weit entfernt, so der Autor. Die Musiker klingen gut miteinander verbunden; die Musik vermittle ein ansteckendes Gefühl. Dies sei ein Hardbop, der mit der Sonnenseite nach oben serviert werde.